# آرگهوس
آرگوس (به پرتغالی: Arghus Soares Bordignon) مدافع اهل برزیل است که در ۱۹ ژانویهٔ ۱۹۸۸ در شهر الگریت، برزیل به دنیا آمده‌است.
آرگوس در تیم‌های فوتبال Brasil de Pelotas سابقهٔ حضور دارد.